# Monster Hunter Tri
Monster Hunter Tri és el tercer videojoc de la saga Monster Hunter. És desenvolupat per Capcom i distribuït per la consola Wii. Al Japó l'1 d'agost de 2009 Monster Hunter Tri va ser distribuït el 20 d'abril de 2010 a Amèrica del Nord, el 23 d'abril a Europa, i el 29 d'abril a Austràlia.
El joc al principi va ser planificat per a ser un PlayStation 3, però a causa d'altes despeses de desenvolupament per a Ps3, Capcom va desenvolupar el joc per a la Wii. Abans de la seva estrena, una demostració de Monster Hunter Tri va ser inclòs amb les còpies japoneses de G de Monster Hunter Tri. Una demo especial també va ser alliberat en l'1 d'agost. El joc a destacar es caracteritza amb una consola de Wii negra i un Regulador Clàssic Pro. El 3 d'agost de 2009, Capcom va publicar un comunicat de premsa que confirma el joc seria localitzat per a mercats nord-americans i europeus. El 24 de febrer de 2010, Capcom va anunciar que el joc en línia seria proveït gratis. En Amèrica i Europa, separi's els servidors estan acostumats i Wii es dona suport, fent el primer joc en la llicència per a incloure la capacitat de natural VoIP.

## El joc
És similar a altres jocs de la sèrie. Els jugadors trien una arma i procedeixen a completar missions pel gremi. Hi ha diversos tipus de missions i les pots triar amb diferents dificultats, són les següents:
1.-Missions Generalscompletar missions específiques permetrà embarcar-se altres, les quals ens permetrà a la progressió al següent nivell de missions. Jugadors en línia reben punts i tenen un rang (categoria) que augmenta una vegada que un cert nombre de punts que s'han obtingut. Els jugadors hauran de recopilar els materials per preparar la caça, que inclouen les herbes, fongs i llavors per fer pocions, i diversos altres articles de consum per lluita contra un enemic formidable i en anar fent missions se't desbloquejan altres amb més dificultats. La lluita contra un monstre implica primer trobar el monstre debilitant-lo per ser capturat o simplement per matar-lo. Els jugadors hauran d'aprendre els entorns i els comportaments de les criatures. No hi ha barres de salut enemic o bloqueig de les funcions per ajudar al jugador. Als jugados tenen varietats amb diferents professions.
2.-Missions Específiques en el pobleQualsevol jugador té l'opció de caçar lliurement, on poden incursionar en un mapa illa deserta i monstres per matar-los i aconseguir matèries primeres. Les granges permeten produir els materials addicionals que seran útils per al caçador. També un operador de viatge tema oferirà diverses més difícil de trobar elements, que es negociaran al jugador per "articles comercials". Articles trobats en missions realitzades amb el propòsit per a ser negociats a aquest comerciant. També el jugador pot enviar vaixells per trobar peix, minerals de l'oceà.
3.-Missions Específiques en la ciutatAquestes missions permeten que en línia compta amb més missions disponibles que fora de línia i fins i tot amb 4 jugadors poden trobar-se i embarcar-se en missions junts. Les missions s'amplien una mica de dificultat per adaptar-se al nivells dels caçadors. Els jugadors seran capaços de donar materials a un especialista en combinació perquè ompli un pot, el jugador pot tornar a trobar els seus articles s'han convertit en un nou element. El canvi dels títols anteriors de Monster Hunter és que cada nivell de missions requereix que els jugadors d'aquest nivell és per unir-se a les missions. Abans havia només 2-3 punts de tancament, generalment pel Plus i / o missions G rang. El jugador tria un servidor d'unir-se i pot afegir amics enviant sol·licituds d'amistat a altres caçadors. Com a jugador d'aquest joc pujes noves característiques i articles estan disponibles a la ciutat per a la compra, el comerç i la creació.

## Desenvolupament
L'ecosistema de Monster Hunter Tri s'ha ampliat per incloure ambients submarins. Divuit nous monstres s'han desenvolupat per al joc. Va ser redissenyat per complet. Cada classe d'armes s'ha actualitzat amb nous moviments i les innovacions. S'inclouen classes d'armes s'inclouen Espasa i Escut, Gran espasa, martell, Bowgun, Lance, Espasa Llarga, i el nou Axe Switch, que pot canviar entre Axe i formes espasa, arcos, gunlances, caça banyes, i les espases de doble no torna de lliuraments anteriors. Aquest joc suportartat pel perifèric. Dos paquets especials del joc van ser anunciades. Un paquet per a Amèrica del Nord i Europa inclourà un comandament clàssic Pro negre. Un paquet exclusiu d'Europa inclourà un dispositiu Wii Speak i Classic Controller Pro. GameStop ha ofert un disc de demostració del joc de franc a Amèrica del Nord. GameStop ha confirmat oficialment un procés europeu de Monster Hunter Tri: Paquet d'edició exclusiva que conté el joc, el Wii Speak, un negre comandament clàssic Pro i un altre element que sembla un cap ornamentals del monstre que apareix a la caràtula del joc, el Lagiacrus.

## Opinió
Metacritic té actualment Monster Hunter Tri en un 85% Segons 42 comentaris, el que suggereix crítiques favorables. Weekly Famitsu certificada del joc amb una puntuació de 40/40, convertint-se en l'onzè joc per a rebre una qualificació perfecta de la revista en la seva història de 20 anys, així com el tercer títol per a la Wii. La Revista Oficial de Nintendo del Regne Unit va donar al joc una puntuació de 91% oferint una experiència multijugador en línia sense precedents, però les missions poden estar nerviós al principi. Nintendo Power li va donar un 9/10. Eurogames van quedar impressionats per igual, premiant al joc una puntuació de 9 sobre 10, el que suggereix que Monster Hunter Tri és definitivament la millor manera de presentar-te a aquest increïblement gratificant la participació i la sèrie. IGN va atorgar al joc una puntuació de 8,8 de cada 10 lloant les capacitats en línia del joc i imatges impressionants. Mentrestant, IGN Regne Unit va lloar el joc per la seva millora de l'accessibilitat, demanant el títol d'enorme satisfacció de jugar, i li va concedir un 9,3 sobre 10. Per contra, NTSC Regne Unit es van sentir menys impressionats, la concessió d'una importació japonesa del joc una puntuació de 7 sobre 10, criticant el joc per una falta de varietat en les missions, tot i lloar l'atmosfera del joc i efectes visuals. Gamespot també ha donat Monster Hunter Tri agost 1, lloant l'animació de jocs, gràfics i una conducta autèntica de monstres, que no els agradava la forma de diversos jugadors és una mica frustrant per a esbrinar al principi, i que algunes animacions trigar molt de temps.
Monster Hunter Tri venut més d'un milió d'unitats abans de la seva sortida al Japó. Va ser el joc més venut al Japó per a la setmana que va finalitzar el 2 d'agost 2009, a les 520.000 còpies venudes. A partir del 12 desembre 2009, Monster Hunter Tri és la millor venda del joc de vídeo de tercers per a la Wii al Japó, a 960 mil còpies venudes. A partir del 31 de desembre 2009 més d'1,1 milions de còpies han estat venudes.